# Clacton-on-Sea
Pour les articles homonymes, voir Clacton.
Clacton-on-Sea est une ville de l'Essex en Angleterre. Fondée en 1871 par Peter Bruff, ce fut une station balnéaire populaire des années 1950 aux années 1970.  Au recensement de 2021, elle comptait 53 208 habitants et 67 198 pour son agglomération.
Cette ville est aussi réputée pour ses amusements et sa jetée la Clacton Pier qui fut inaugurée en 1871. Durant l'été 2020 en raison des restrictions de déplacements dû au nouveau Coronavirus, de nombreux touristes britanniques s'y sont rendus.

## Politique
La ville a élu en 2014 le seul député issu du Parti pour l'indépendance du Royaume-Uni (UKIP, droite radicale). Elle se prononce en 2016 à plus de 70 % pour la sortie de l’Union européenne.
Le député conservateur Matthew Parris a estimé que son parti devait « tourner le dos » à Clacton-on-Sea, « une ville qui n’a aucun avenir », « dont les électeurs n’ont aucun avenir », un concentré de « ce Royaume-Uni qui ne tient que grâce à des béquilles, un Royaume-Uni  qui s’habille en survêtement et porte des baskets ». « Je ne suggère pas que nous ne devrions pas nous soucier des besoins des gens qui vivent à Clacton, ou dans des endroits de ce type. Mais, très honnêtement, je soutiens l’idée que nous ne devrions pas nous encombrer de leur opinion. »

## Personnalités liées à la ville
- Paul Banks (1978-), chanteur, parolier et guitariste du groupe de rock Interpol, y est né ;
- Graham Hurley (1946-), réalisateur de documentaires, scénariste pour la télévision, écrivain spécialisé dans le roman policier, y est né ;
- Ian Westlake (1983-), footballeur, y est né ;
- Jennifer Worth (1935-2011), infirmière, sage-femme, musicienne et écrivain, y est née.